# The Story of Lavinia
Pour plus de détails, voir Fiche technique et Distribution.
The Story of Lavinia est un film muet américain réalisé par Colin Campbell et sorti en 1913.

## Fiche technique
- Réalisation : Colin Campbell
- Scénario : Marjorie Benton Cooke, d'après son histoire
- Production : William Nicholas Selig
- Date de sortie : États-Unis : 5 mars 1913

## Distribution
- Bessie Eyton : Lavinia
- Lillian Hayward
- Wheeler Oakman
- Frank Clark
- Fred Huntley
- William Hutchinson
- Anna Dodge